# Конрад IV фон Щолценберг
Конрад IV фон Щолценберг (на немски: Konrad IV, Raugraf von Stolzenberg; * пр. 1277; † сл. 1327) е рауграф на Щолценберг в Рейнланд-Пфалц.

## Произход и наследство
Той е вторият син на рауграф Конрад III фон Щолценберг († сл. 1279) и първата му съпруга Бенедикта (Юнота) фон Даун-Кирбург († 1270), дъщеря на вилдграф Конрад II фон Даун († сл. 1263) и Гизела фон Саарбрюкен († сл. 1265), дъщеря на граф Симон II фон Саарбрюкен († 1207/1210) и Лиутгард фон Лайнинген († 1235). По-големият му брат Георг I фон Щолценберг († 1309) е рауграф на Щолценберг, фогт на Шпайергау. По-малкият му брат Йохан фон Щолценберг († 1286) е провост в Ашафенбург (1283). Сестра му е омъжена за Йохан II фон Спанхайм-Щаркенбург.
Линията на рауграфовете фон Щолценбург измира през 1358 г. Наследени са от господарите на Боланден.

## Фамилия
Конрад IV фон Щолценберг се жени между 1288 и 1292 г. за Аделхайд фон Зайн († сл. 1309), вдовица на Хайнрих II, рауграф цу Нойенбаумберг († ок. 1288), дъщеря на граф Готфрид I фон Спонхайм-Зайн († ок. 1282/1284) и Юта фон Изенбург († 1314/1316)). Те нямат деца.